# Phaonia pennifuscata
Phaonia pennifuscata är en tvåvingeart som beskrevs av Fan 1996. Phaonia pennifuscata ingår i släktet Phaonia och familjen husflugor. Inga underarter finns listade i Catalogue of Life.